# ترفند، طرح‌ریزی، رویارویی
ترفند، طرح‌ریزی، رویارویی (انگلیسی: Game, Set and Match) یک سریال تلویزیونی بریتانیایی است که در سال ۱۹۸۸ منتشر شد.

## بازیگران
- ایان هولم
- مل مارتین
- مایکل کالور
- میشائیل دگن
- گوتفرید جان
- آنتونی بیت
- فردریک تریوز
- آماندا داناهو
- هیو فریزر
- مایکل آلدریج
- پیتر وان